# چن یوئلینگ
چن یوئلینگ (انگلیسی: Chen Yueling؛ زادهٔ ۱ آوریل ۱۹۶۸) دونده پیاده‌روی سرعت اهل چین-ایالات متحده آمریکا است.